# Karnobat
Karnobat (în bulgară Карнобат) este un oraș în Comuna Karnobat, Regiunea Burgas, Bulgaria.

## Demografie
Componența etnică a orașului Karnobat
     Turci (5,71%)
     Bulgari (78,59%)
     Romi (3,42%)
     Nicio identificare (11,37%)
     Altele (0,88%)
La recensământul din 2011, populația orașului Karnobat era de 18.621 locuitori. Din punct de vedere etnic, majoritatea locuitorilor (78,59%) erau bulgari, existând și minorități de turci (5,71%) și romi (3,42%). Pentru 11,37% din locuitori nu este cunoscută apartenența etnică.